# 12990 Josetillard
12990 Josetillard eller 1981 EB17 är en asteroid i huvudbältet som upptäcktes den 6 mars 1981 av den amerikanska astronomen Schelte J. Bus vid Siding Spring-observatoriet. Den är uppkallad efter Jose P. Tillard.
Asteroiden har en diameter på ungefär 4 kilometer.